# تيري باتا
تيري باتا (بالفرنسية: Thierry Pata)‏ (مواليد 12 فبراير 1965) هو سبّاح فرنسي، مثّل بلاده في الألعاب الأولمبية الصيفية 1984.

## روابط خارجية
تيري باتا على موقع الاتحاد الدولي للسباحة (الإنجليزية)
- تيري باتا على موقع اللجنة الأولمبية الدولية (الإنجليزية)
- تيري باتا على موقع أوليمبيديا (الإنجليزية)